# Catocala walteri
Catocala walteri är en fjärilsart som beskrevs av Schwarz 1923. Catocala walteri ingår i släktet Catocala och familjen nattflyn. Inga underarter finns listade i Catalogue of Life.